# Pseudoleskeopsis annamensis
Pseudoleskeopsis annamensis là một loài Rêu trong họ Leskeaceae. Loài này được Broth. & Paris mô tả khoa học đầu tiên năm 1911.